# Martin Johnson Heade
Martin Johnson Heade -el cognom Heade era originalment Heed- (Lumberville, 11 d'agost de 1819 - Saint Augustine, 4 de setembre de 1904) fou un pintor estatunidenc, les obres del qual s'associen a l'Escola del Riu Hudson, concretament a la branca coneguda com a Luminisme nord-americà. Heade és especialment conegut per les seves marines, especialment albuferes, les pintures de paisatges amb ocells o una naturalesa pletòrica, i les natures mortes.

## Joventut i aprenentatge
Martin Johnson Heade va néixer i es va criat a Lumberville, al Bucks County, Pennsilvània. Era el fill gran de la nombrosa família del granger i serrador Joseph Cowell Heed. Les primeres lliçons d'Art van ser proporcionades per Edward Hicks i potser també per Thomas Hicks, cosí d'Edward, una instrucció rudimentària aparentment mai reemplaçada per una de més formal. No obstant això, la seva qualitat artística va millorar molt en poc temps i, al voltant de 1840, va fer un viatge d'estudis a Europa, on va passar dos anys a Roma.
El 1843 vivia a Nova York, on va canviar el cognom a Heade, i el 1847 va anar a Filadèlfia. El 1848, va realitzar un segon viatge a Roma i potser també una visita a París. Després de tornar als Estats Units, va viure un any a Saint Louis (Missouri), però entre 1852 i 1857 es va traslladar almenys tres vegades més, a Chicago, Trenton i Providence. Després de tornar a Nova York l'any 1859, Heade va llogar un estudi al Tenth Street Studio Building on va conèixer Frederic Edwin Church, fet que va marcar l'inici d'un estil personal, i va despertar el seu interès pels panorames amplis del paisatge i pels efectes atmosfèrics. Tanmateix, Heade no va arrelar a Nova York. Efectivament, tot i que va exposat a la National Academy of Design, mai no s'hi va unir, ni tan sols com a membre associat.
La familiaritat de Heade amb l'Escola del Riu Hudson va ser gradual, degut als seus períodes de residència a Nova York i a Brooklyn (de 1843 a 1847) i després a Trenton (de 1855 a 1857). Cada vegada més, les seves escenes es van centrar en la llum brillant, les vistes àmplies, la irregularitat topogràfica i el detall fresc d'aquella escola pictòrica, que suggeria espais reals. Quan Heade va tornar a Nova York, l'any 1859, va continuar amb aquella direcció, però d'una forma més ambiciosa i personal, segurament deguda a la seva arribada al Tenth Street Studio Building. Aquest canvi és evident per primera vegada a La tempesta imminent (1859), la pintura més gran que havia produït fins aquell moment, i la seva primera mirada seriosa a les forces de la Natura.

## Activitat artística
L'estança de Heade a Boston, de 1861 a 1863, fou molt important per al seu art. Va millorar la seva tècnica, va desenvolupar un estil diferent, i va experimentar amb diferents formats, composicions i possibilitats expressives. Va realitzar vistes de Maine, Nou Hampshire, l'Estat de Nova York, Newport (Rhode Island), especialment vistes costaneres. L'any 1862, va pintar diverses escenes de matinada i tarda, molt treballades, d'indrets amb roques, terra nua i d'altres aspectes aspres de la Natura. De totes aquestes obres, El llac George és la més important, la de format més gran fins aquella data, i una de les més aclamades de tota la seva carrera.
El seu estil madur va ser influenciat per l'obra de Fitz Henry Lane (1804-1865), un pintor luminista, la qual cosa es denota en la seva lluminositat i en la precisió en el detall, amb composicions serenes en què destaca l'esplendor de l'atmosfera. Es va dedicar especialment als paisatges rurals de Massachusetts, Connecticut, Rhode Island i Nova Jersey, en prats i aiguamolls d'horitzons infinits amb cels clars o ennuvolats, i llums de diverses hores del dia, de vegades refractada per atmosferes humides. Aquestes escenes solen ser de finals d'estiu o principis de tardor.
Tot i que Heade va representar aquesta mena de paisatges tant a la dècada de 1870 com durant els darres anys de la seva activitat, les superfícies planes no són el tret diferenciador del seu corpus pictòric. De fet, li interessava més pintar com era la vida a aquests paratges, que no pas la representació d'un indret concret. Heade era molt conscient que -per exemple- la recollida de les canyes a les maresmes era un procés tradicional, en el qual l'Home havia estat intervenint des de feia molt de temps, sense destruir l'equilibri ecològic del lloc. Com comenta Theodore Stebbinst Jr.: "(Heade) conscientment o inconscient concep (el paratge) com la Mare Terra, com ho havia fet l'Home des del principi dels temps"
Entre 1860 i 1870 va viatjar pel Carib, Amèrica Central i per Amèrica del Sud (Jamaica, Panamà, Brasil i Colòmbia) on, a més de paisatges, va pintar plantes i animals exòtics. En aquest moment va fer les seves famoses pintures d'orquídies i colibrís, que són les seves obres més admirades, al costat dels paisatges rurals i dels de les zones vora el mar.
El 1883, a l'edat de seixanta-quatre anys, es va casar i es va establir a St. Augustine, Florida, on va continuar pintant fins a la seva mort, quan la seva obra ja havia caigut en l'oblit, i no es va revalorar fins al segle xx.